# نیسیان
نیسیان (اردستان)، روستایی از توابع بخش مرکزی شهرستان اردستان در استان اصفهان ایران است.

## سیل ۱۳۳۵
درسال ۱۳۳۵ شمسی سیل شدیدی در نیسیان به وقوع پیوست که ۹ نفر در آن کشته شده و ۴۲ نفر زخمی شدند در آن سال محمد رضا شاه پهلوی به نیسیان آمد و دستور پرداخت خسارت سیل؛ تهیه بسته های غذایی و تاسیس تعدادی خانه ۳ اتاقه( هر خانه برای ۲ خانوار ) در ورودی روستا را صادر کرد که اکنون منطقه ورودی روستا به شاه اباد مشهور گشته 

## جاذبه های گردشگری روستا

### قلعه نیسیان
این قلعه با کارکرد دفاعی در دوره قاجاریه بنا شده.  

## قدمت روستا
قدمت روستا به درستی مشخص نیست اما ساختمان فعلی مسجد اصلی روستا در سال ۱۱۱۸ هجری قمری (۳۰ سال قبل از نابودی دودمان صفویان و تاجگذاری نادر شاه افشار) بنا شده است. خانه های بافت قدیم ، زیارتگاه ، قنات تاریخی ، قلعه و حمام قدیمی ، نشانه هایی از قدمت تاریخی روستاست. با توجه به نشانه های موجود ، قدمت این روستا را می توان به پیش از دوره صفوی و بنابر برخی شواهد به پیش از اسلام مربوط دانست.

## نام گذاری روستا
لغت نیسیان مرکب از نی که در اصل نه بوده و سیان که نخست به معنی شهر و دوم به معنی عشقه است ومعنی ترکیبی شهر عشقه است.

## جغرافیا
روستای نیسیان در جنوب شهرستان اردستان و در فاصله ۵۷ کیلومتری اردستان واقع شده است. روستای نیسیان که در شرق استان اصفهان واقع شده ، تا شهر اصفهان ۱۰۰ کیلومتر فاصله دارد.این روستا از شمال به قهساره ، از جنوب به کهنگ ، از شرق به نهوج و از غرب به زفره منتهی می شود این روستا  در مختصات جغرافیایی 52 درجه و 28 دقیقه طول شرقی و 32 درجه و 59 دقیقه عرض شمالی قرار دارد این روستا ۲۱۷۵ متر از سطح دریا ارتفاع دارد.  

## جمعیت
این روستا در دهستان برزاوند قرار دارد و مرکز دهستان برزاوند است و براساس سرشماری مرکز آمار ایران در سال 1395، جمعیت آن1.369 نفر (۳۹۴خانوار) بوده‌است. این روستا پرجمعیت ترین روستای اردستان می باشد.